# Oman Air

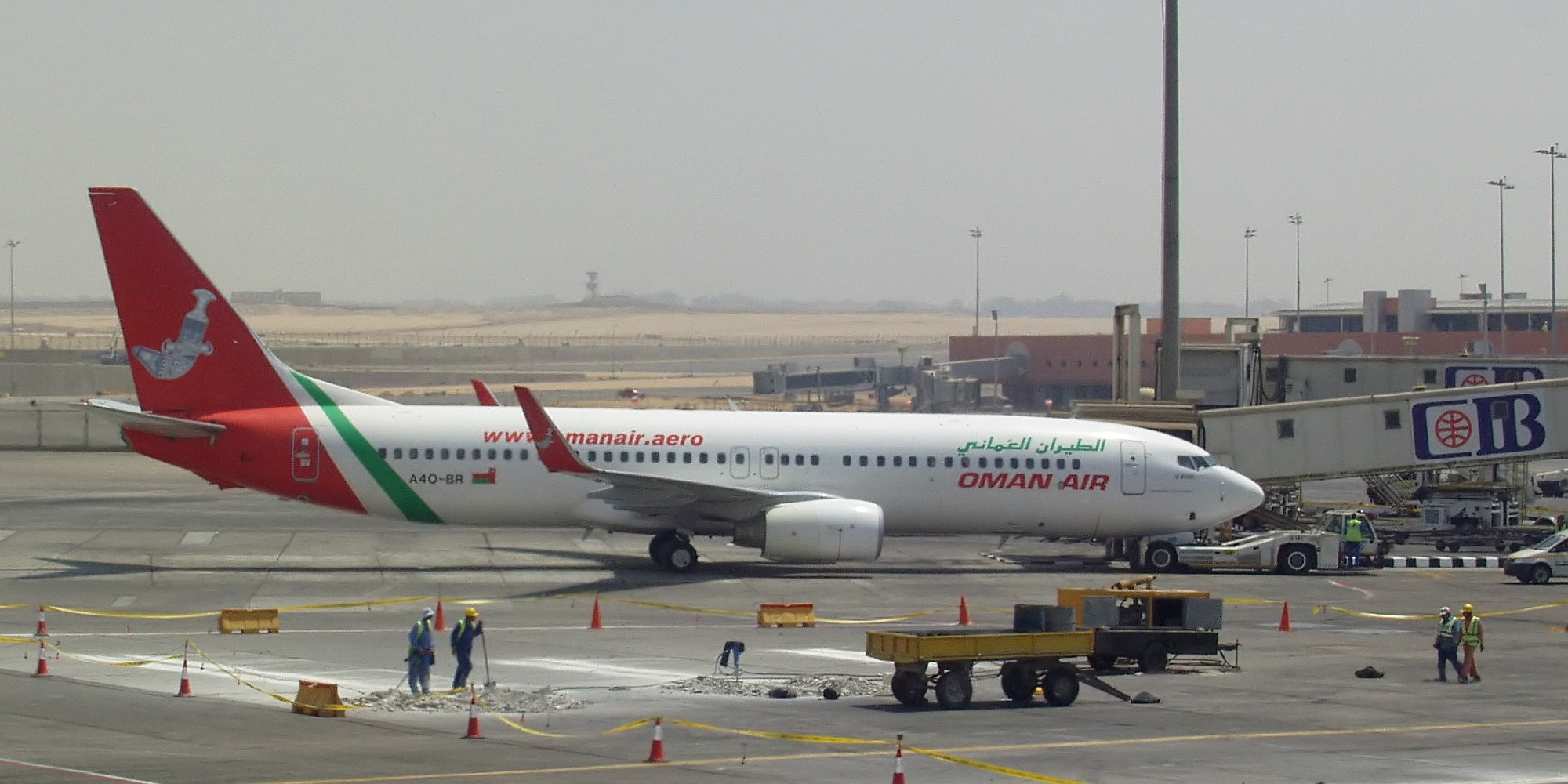
Boeing B737-800 de Oman Air en el Aeropuerto Internacional de El Cairo.

Oman Air (الطيران العماني) es la aerolínea nacional de Omán, con base en su capital, Mascate. Opera vuelos regulares de pasajeros domésticos e internacionales, así como servicios locales de aerotaxi y chárter. Su aeropuerto principal es el Aeropuerto Internacional de Seeb,  situado en Mascate.
Omán Air es miembro de la Organización Árabe de Transportistas Aéreos (AACO).

## Historia
La aerolínea fue fundada en 1981 como resultado de la fusión de la División de Aeronaves Ligeras de Gulf Air y Oman International Services, siendo Oman Aviation Services el nombre de la empresa resultante, la cual no comenzó a operar con su denominación actual hasta 1993. El accionariado de Oman Air se compone de accionistas individuales (43,3%), el Gobierno de Omán (33,8%) y compañías omaníes privadas (22,99%). A fecha de marzo de 2007, su plantilla era de 1.097 trabajadores.
Oman Air planea expandir su red de destinos utilizando 2 Boeing 767 y 1 Airbus A330 alquilados con los que volará a ciudades como Fráncfort del Meno, Londres, Milán, Kuala Lumpur, Bangkok o Singapur.

## Destinos
Estos son los Destinos que Oman Air planea añadir a su red en 2017:

### Código compartido
Los siguientes destinos están comunicados con vuelos operados en la modalidad de código compartido con Gulf Air.
- Bangkok
- Fráncfort
- Yeda
- Kuala Lumpur
- Londres
- Riad

## Flota

### Flota Actual
La flota de Oman Air se compone, a octubre de 2024, de las siguientes aeronaves:
A fecha de octubre de 2024, la edad media de la flota de Oman Air era de 8,4 años. Dentro de los planes de la compañía entra la compra de las flotillas de Boeing 767 de Gulf Air y Airbus A310 y Airbus A300 de Kuwait Airways una vez que estas aerolíneas reciban sus nuevos aparatos. El 2 de abril de 2007, Oman Air anunció que había encargado 5 Airbus A330-200 cuya entrega se preveía para 2009. Ciertas informaciones comentan que con la llegada de estos nuevos aviones se retirarían algunos de los 737 y todos los ATR 42-500. Asimismo, en agosto de 2007 la compañía alquiló un Airbus A330-200 para su ruta a Londres y dos Airbus A310 para los vuelos a Bangkok.